# Мельбурн Крикет Граунд
Ме́льбурн Кри́кет Гра́унд (англ. Melbourne Cricket Ground (MCG)) — багатоцільовий стадіон, розташований в Олімпійському парку Мельбурна, Австралія. Нині вміщує 100 012 глядачів, є найбільшим за місткістю стадіоном Австралії, та найбільшим стадіоном у світі з крикету. У 1956 році став головною спортивною ареною XVI Літніх Олімпійських ігор.

## Історія
Зведений у 1853—1854 роках як майданчик Мельбурнського крикетного клубу Melbourne Cricket Club (MCC), первинно вміщував 6 000 глядачів. У 1884 році після пожежі, яка знищила дерев'яні конструкції, був відновлений у камені, до 1897 року вміщував 9 000 глядачів, у 1900 році став першим стадіоном в Австралії, де було встановлено штучне освітлення. Однак, відчуваючи потребу у збільшенні глядацьких місць, починаючи з 1904 року до стадіону знову почали прибудовувати дерев'яні трибуни, до 1912 року арена вміщувала вже 20 000 гляждачів, після реконструкції 1937 року розширився до 31 000 посадкових місць.
1956 року на стадіоні пройшли церемонії відкриття і закриття Літніх Олімпійських ігор, а також легкоатлетичний і, частково, футбольний олімпійські турніри. Спеціально до ігор стадіон було реконструйовано, місткість було збільшено до 120 000 посадкових місць.
Наступні серйозні реконструкції спортивної арени проводились у 1967, 1985, 1992 та 2002—2005 роках. У 2000 році був задіяний як одна з арен футбольного турніру в рамках Олімпійських ігор 2000.
Рекорд за кількістю глядачів на спортивному заході було зафіксовано 1970 року, коли фінальний матч національної першості з Австралійського футболу зібрав 121 696 глядачів, однак неофіційний абсолютний рекорд було зафіксовано 15 березня 1959 року, коли на проповідь релігійного діяча Біллі Грема на стадіоні зібралось близько 130 000 чоловік.

## Сьогодення
Нині стадіон є місцем проведення домашніх матчів національних збірних Австралії з крикету, також є домашньою ареною одного крикетного та чотирьох клубів австралійського футболу.